# Polysilany

Obecný monomer polysilanů; R jsou stejné nebo rozdílné organické skupiny.

Polysilany jsou organokřemíkové sloučeniny odpovídající vzorci (R2Si)n. Podobají se běžným organickým polymerům, pouze jejich hlavní řetězce jsou tvořeny atomy křemíku. Používají se na výrobu karbidu křemíku. Nejjednodušší polysilan má vzorec (SiH2)n, ovšem nemá praktické využití.

## Příprava a výroba

Dodekamethylcyklohexasilan, příklad krystalického polysilanu

Prvním známým polysilanem byl poly(dimethylsilylen), [(CH3)2Si]x, který vytvořil Charles A. Burkhard v roce 1949, a to reakcí sodíku s dimethyldichlorsilanem za současného zahřívání:
(CH3)2SiCl2 + 2 Na → [(CH3)2Si]n + 2 NaCl
Vysokomolekulární lineární polysilany se nejčastěji připravují obměněnou Wurtovou reakcí z dichlorsilanů. Reakce se provádí v inertním rozpouštědle za zvýšené teploty, kov je v reakční směsi rozptýlen. Zastavení polymerizace se provede přidáním alkoholu. Hlavním omezením tohoto druhu polymerizace je nutnost odolnosti substituentů vůči tvrdým podmínkám reakce. Vhodné jsou methylové, benzylové a fenylové substituenty. Výtěžnosti se pohybují od jednotek až do 50 %.
Grafit draselný (KC8) lze použít i při mnohem nižších teplotách. Obvykle se vytváří tři druhy produktů: nízkomolekulární frakce a dvě vysokomolekulární. Nízkomolekulární obsahuje pěti- a šestičlenné kruhy, jako jsou [SiR2]5 a [SiR2]6. Tvorba těchto kruhů probíhá vedle prodlužování polymerního řetězce.
Dalším způsobem přípravy polysilanů je dehydrogenační párování.

## Vlastnosti
Produkt Burkhardovy reakce se obtížně izoloval, protože není rozpustný v organických rozpouštědlech.
V 80. letech 20. století bylo zjištěno, že polysilany typu [(CH3)2Si]x lze termolýzou přeměnit na karbid křemíku.
Polysilany mohou být krystalické, které jsou obvykle nerozpustné, nebo amorfní, rozpustné v organických rozpouštědlech. Krystaličnost lze omezit snížením symetrie a prodloužením organických substituentů. Mnohé polysilany mají vlastnosti elastomerů. Při přidání oxidačních činidel, jako jsou fluorid antimoničný, jod, chlorid železitý nebo ferrocinium, se polymery stávají polovodivými. Většina jich je stabilních do teplot kolem 300 °C a za běžných teplot nejsou citlivé na přítomnost kyslíku; také se obtížně hydrolyzují. Polysilany vykazují fotokonduktivitu, i když se působením ultrafialového záření rozkládají. Vodíkové atomy vícerozměrných polykřemíkovodíků také mohou být substituovýny organickýni skupinami za vzniku náhodných organokřemíkových řetězců, přesto bývají stále pojmenovávány jako polysilyny, příkladem může být poly(methylsilyn). Mikrostruktury těchto polymerů lze zkoumat 29Si NMR spektroskopií. Široké rezonance naznačují oligomerizaci a úzké narušení pravidelnosti křemíkového řetězce.

### Pyrolýza na karbid křemíku
Pyrolýzou [Me2Si]n vznikají vlákna SiC; objev této přeměny vedl k rozvoji výzkumu polysilanů a jejich derivátů. Jako prekeramické polymery mohou polykarbosilany vytvářet karbid a oxykarbid křemíku pyrolýzou v inertních atmosférách. Fotopolymerizace pozměněných polysilanů ve stereolitografii následovaná keramizací má využití při 3D tisku keramiky.

### Spektroskopické vlastnosti
Polysilany vykazují σ-delokalizaci,způsobenou nízkými ionizačními energiemi elektronů vytvářejících sigma vazby Si-Si, oproti odpovídajícím vazbám C-C. V důsledku intenzivních přechodů elektronů mezi orbitaly σ a σ* se také vyznačují silnou absorpcí v ultrafialové oblasti (300-400 nm). Polysilany se působením ultrafialového záření rozkládají, z čehož vyplývají některá jejich použití. Dialkylpolysilany mají rozdíl energií kolem 4,5 eV. Navázáním arylových substituentů na jednotlivé křemíky se tyto rozdíly zmenší na přibližně 3,5 eV, což z nich dělá hraniční polovodiče.

## Polysilyny
Podobnými sloučeninami jsou polysilyny, se vzorcem (RSi)n (R = alkyl). Mají více překřížené struktury než polysilany a nejsou tak dobře prozkoumány.